# Cámara funeraria de Presaddfed
La cámara funeraria de Presaddfed es un monumento listado en Anglesey, Gales del Norte, comprendiendo dos cuartos como tumbas Neolíticas. Es un monumento antiguo planificado, localizado a corta distancia al noroeste de Bodedern. Es mantenido por Cadw.

## Tumbas
Hay dos tumbas neolíticas en ese sitio, el cual está localizado aproximadamente 100 m (330 pies) m (330 ft) al sur de Llyn Llywenan y aproximadamente 1 km (0.6 mi) noroeste del pueblo de Bodedern. La tumba del sur es la más completa;  tiene un tapa de aproximadamente 4 m4 por 3 m (13 por 10 pies) m (13 por 10 ft), apoyado por tres sólidas piedras íntegras en el sur final y por una piedra más esbelta sola al norte. Además hay un marco de madera junto al del norte íntegro que puede proporcionar algún soporte adicional. La tumba del norte esta considerablemente averiada con dos restante postes al final del norte; la piedra angular ha caído y está apoyando en las demás. Durante el decimoctavo siglo, cuándo este sitio era primero grabado, este cuarto ya estaba en estado de reparación. No está claro si estos cuartos, los cuales sólo están unos cuantos metros aparte, eran parte de la misma estructura o eran independientes. Un informe en Revista Arqueológica en la mitad del siglo XIX declara que en aquel tiempo los cuartos estuvieron rodeados por un número grande de piedras pequeñas. Hoy en día, los escombros de la piedra ya no son visibles, pero su presencia anterior puede indicar que en algún tiempo, ambos cuartos estuvieron enterrados bajo un solo montículo, como es el caso de la multi-tumba de entierro en Trefignath, unos 9 km (6 mi) km (6 mi) al oeste de aquí.

## Acceso
Los cuartos de entierro están a cargo de Cadw; el sitio está abierto al público, libres de cargo, durante el año, excepto alrededor de la Navidad y el Año Nuevo. El acceso es a través de una  puerta rústica en forma de V y a través de un campo de césped, a una distancia de aproximadamente 200 m (700 pies) m (700 ft), y hay un área de descanso por el camino, el cual es bastante grande para dos vehículos.